# 森岡信安
森岡 信安（もりおか のぶやす）は、江戸時代前期の弘前藩士。

## 略歴
慶安元年（1648年）、森岡信年の子として誕生。
慶安4年（1652年）江戸に移る。寛文12年（1672年）、死去した。